# Boaco
Boaco là một khu tự quản thuộc tỉnh Boaco, Nicaragua. Khu tự quản Boaco có diện tích 1087 ki lô mét vuông. Đến thời điểm năm 2005, huyện Boaco có dân số 49839 người.